# Arogno
Arogno ist eine politische Gemeinde im Schweizer Kanton Tessin. Zu gehört zum Kreis Ceresio beziehungsweise zum Bezirk Lugano.

## Geographie
Der Ort liegt am Fusse des Berges Sighignola, dessen Bergspitze auf italienischem Gebiet liegt. Der Ortsteil Pugerna gehört zur Gemeinde Arogno und grenzt an Caprino, einen Ortsteil der Gemeinde Lugano. Unterhalb der Gemeinde grenzt Arogno an die italienische Gemeinde und Exklave Campione d’Italia am Ufer des Luganersees. Weitere Nachbargemeinden sind Bissone und Val Mara in der Schweiz sowie Alta Valle Intelvi in Italien.

## Geschichte
Aufgrund seiner strategischen Lage an der Transitachse zwischen der Gerichtsherrschaft Seprio und der Isola Comacina wurde Arogno während der langobardischen Epoche zu einer bedeutenden befestigten Garnison ausgebaut. 859 wird hier das Mailänder Kloster Sant’Ambrogio als Besitzer von Gütern erwähnt.
Ende 1797 erhob sich zwischen Arogno und der italienischen Enklave Campione ein Streit um die Gebietsgrenzen und endigte erst am 5. Oktober 1861 nach langen Unterhandlungen zwischen den schweizerischen, lombardischen und italienischen Behörden durch gütliche Übereinkunft. Am 24. Februar 1798 trat Arogno der damals verkündeten Republik der Pieve di Riva San Vitale bei. Die Pfarrkirche von Santo Stefano (ursprünglich San Nicolao, 810 erwähnt) löste sich am 5. März 1581 von Riva San Vitale ab und bildete eine unabhängige Kirchgemeinde.
Arogno bildet zusammen mit dem benachbarten Bissone eine eigenständige Bürgergemeinde.

## Bevölkerung
Einwohnerzahlen: Volkszählungsdaten

## Sehenswürdigkeiten

Historisches Bild von Leo Wehrli von 1933

Das Dorfbild ist im Inventar der schützenswerten Ortsbilder der Schweiz (ISOS) als schützenswertes Ortsbild der Schweiz von nationaler Bedeutung eingestuft.
- Pfarrkirche Santo Stefano, sie ist die 1581–1630 vorgenommene Vergrösserung einer alten Kapelle, die wahrscheinlich ins 11. Jahrhundert zurückreicht[11]
- Teatro sociale an der Piazza Granda[11]
- Wohnhaus Artari-Cometta[11]
- Wohnhaus Colomba an der Piazza Fróo[11]
- Römisches Oratorium San Vitale, 870 bereits erwähnt, mit Fresken[11]
- Wohnhaus Manzoni (Post)[11]
- Festungen Arogno-Sighignola[12]
- Die Dreifaltigkeitskapelle oder Cà Nova befindet sich an der Strasse von Arogno nach Rovio. Der Schrein am Strassenrand weist interessante Fresken aus dem späten 15. Jahrhundert auf, die eine stillende Madonna in Begleitung der Heiligen Katharina von Alexandria und der Heiligen Lucia darstellen. Auf dem Gewölbe befindet sich der Christus und an einer Aussenwand der Gnadenthron.[13]

## Bilder

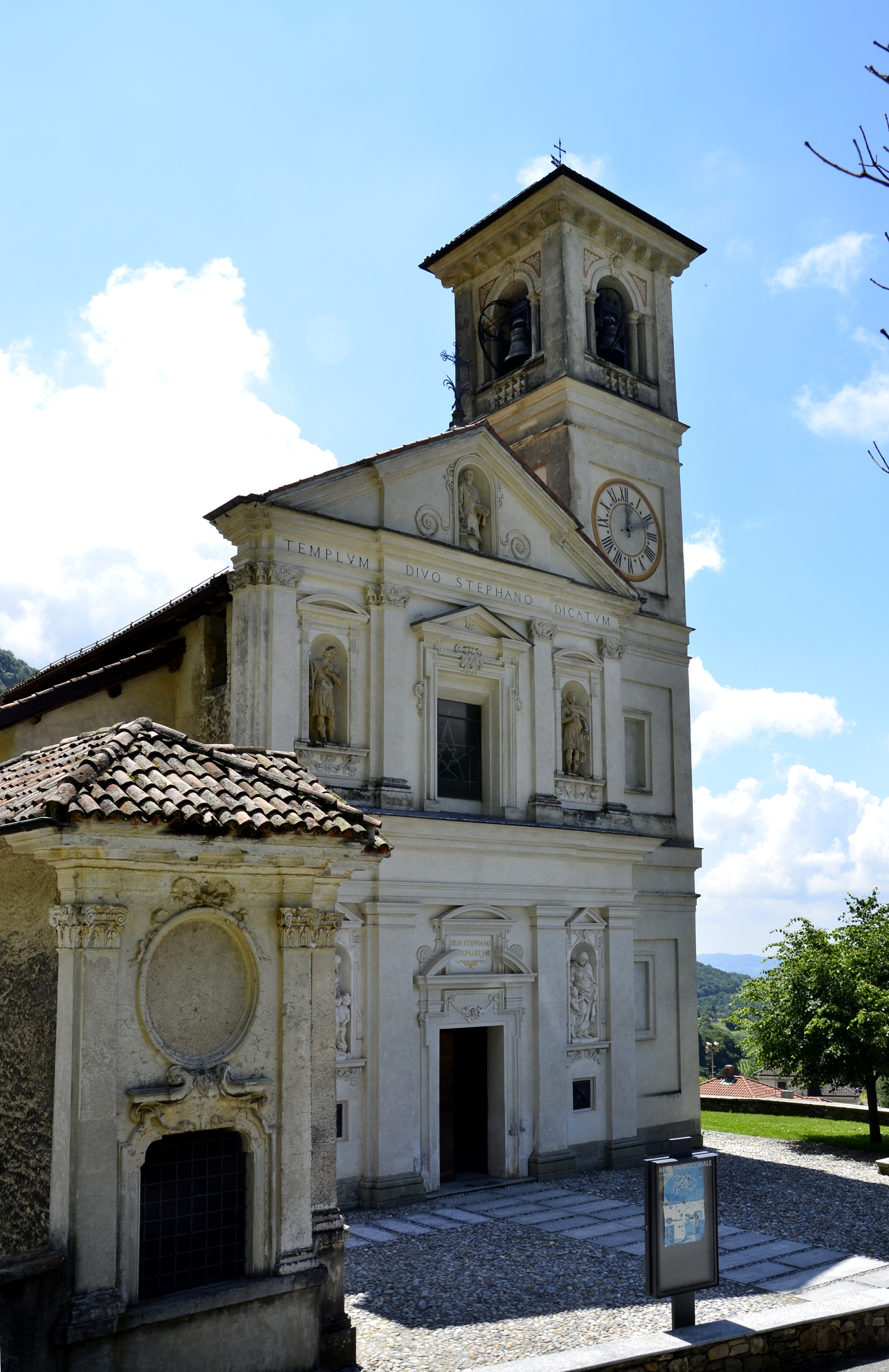
Kirche Santo Stefano
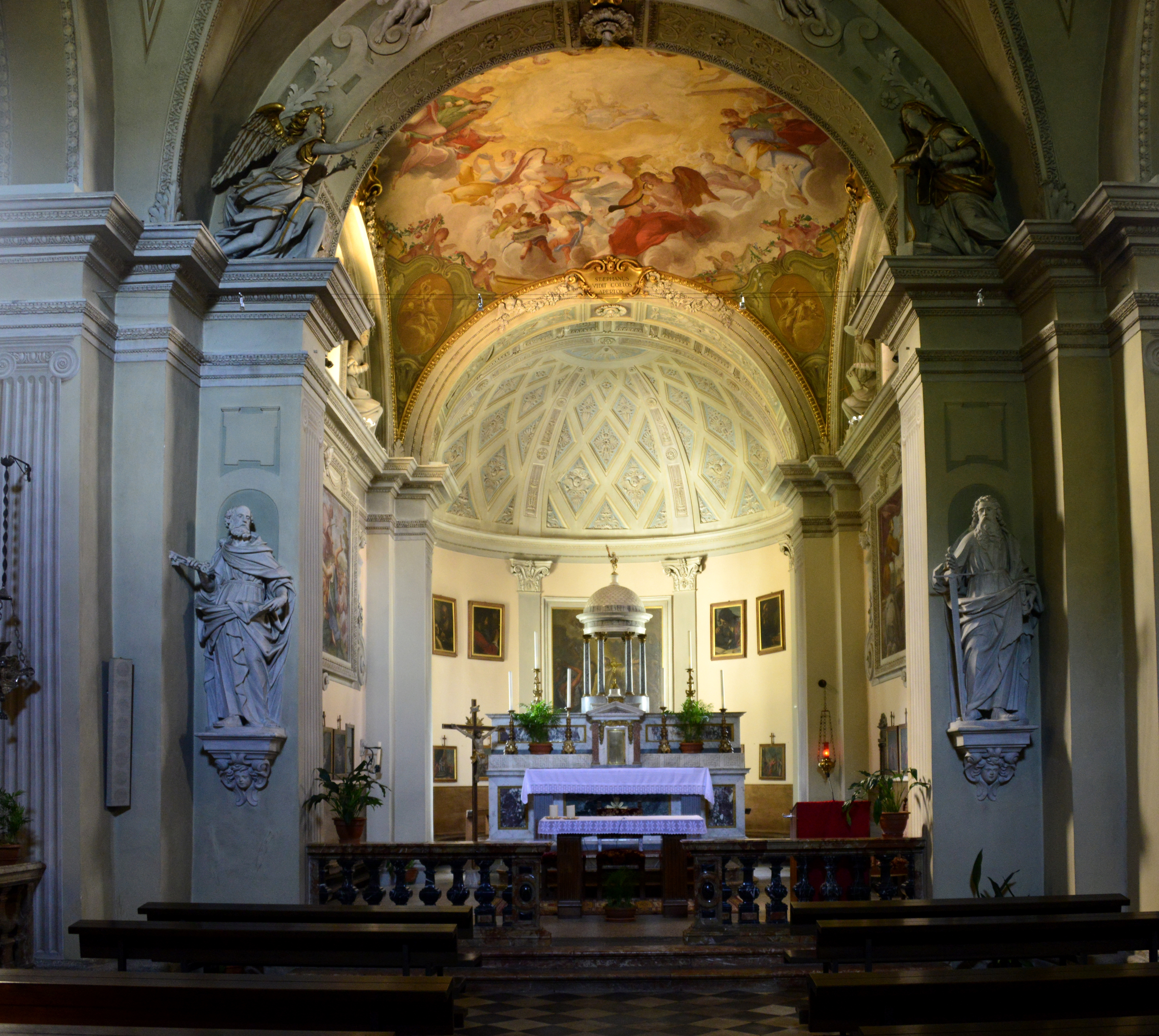
Kirche Santo Stefano: Innenansicht
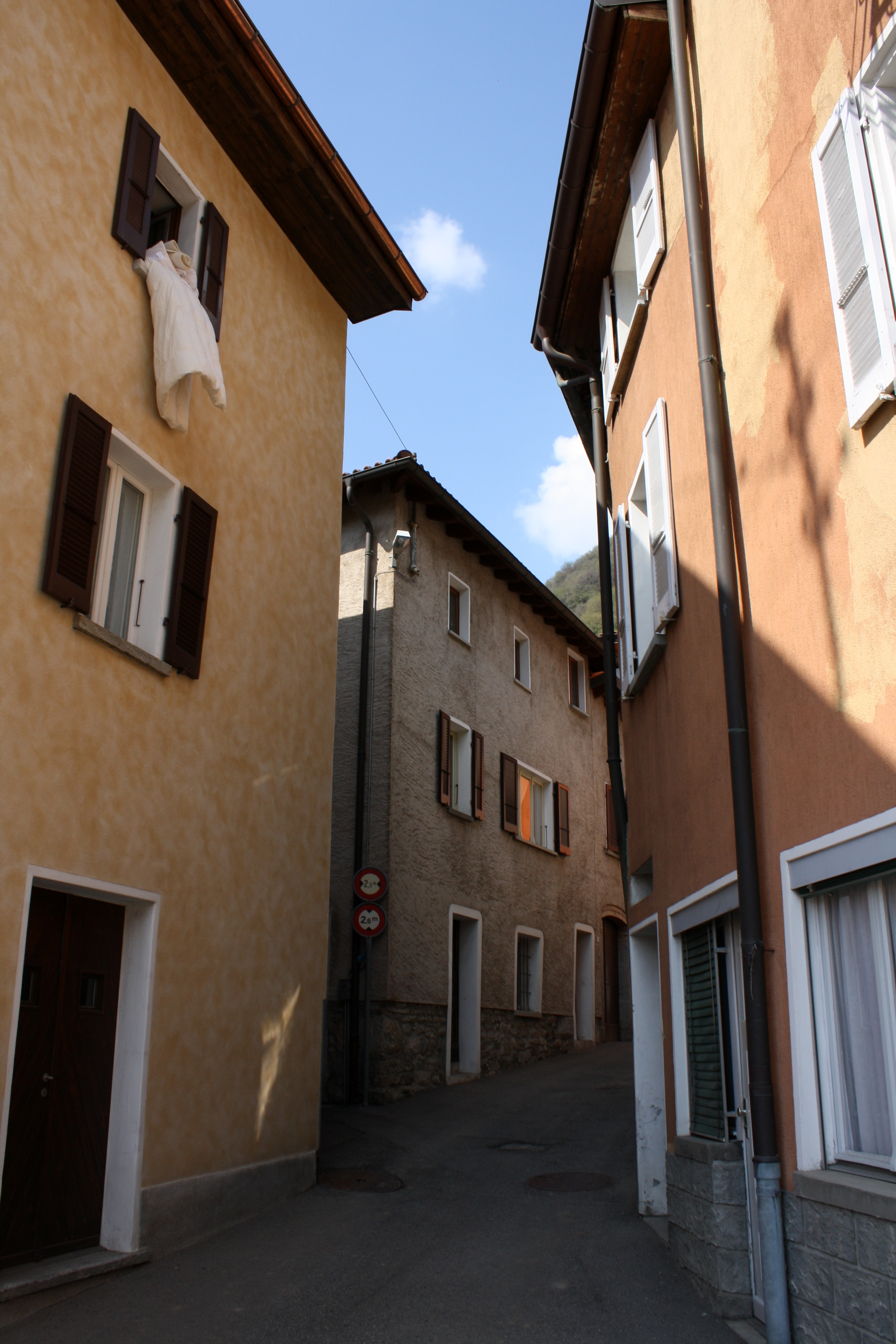
Arogno Dorfmitte
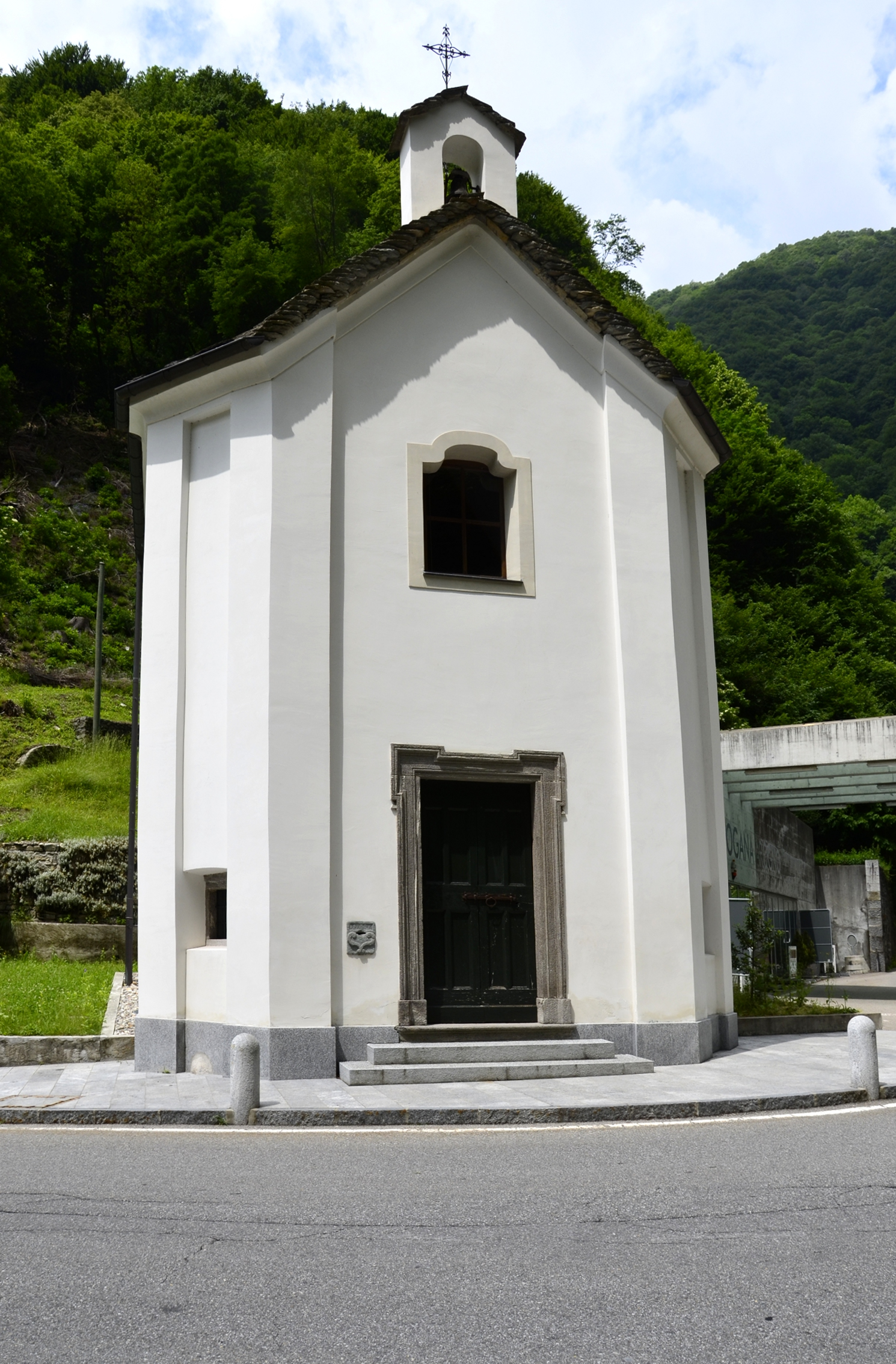
Oratorium Beata Vergine in Val Mara
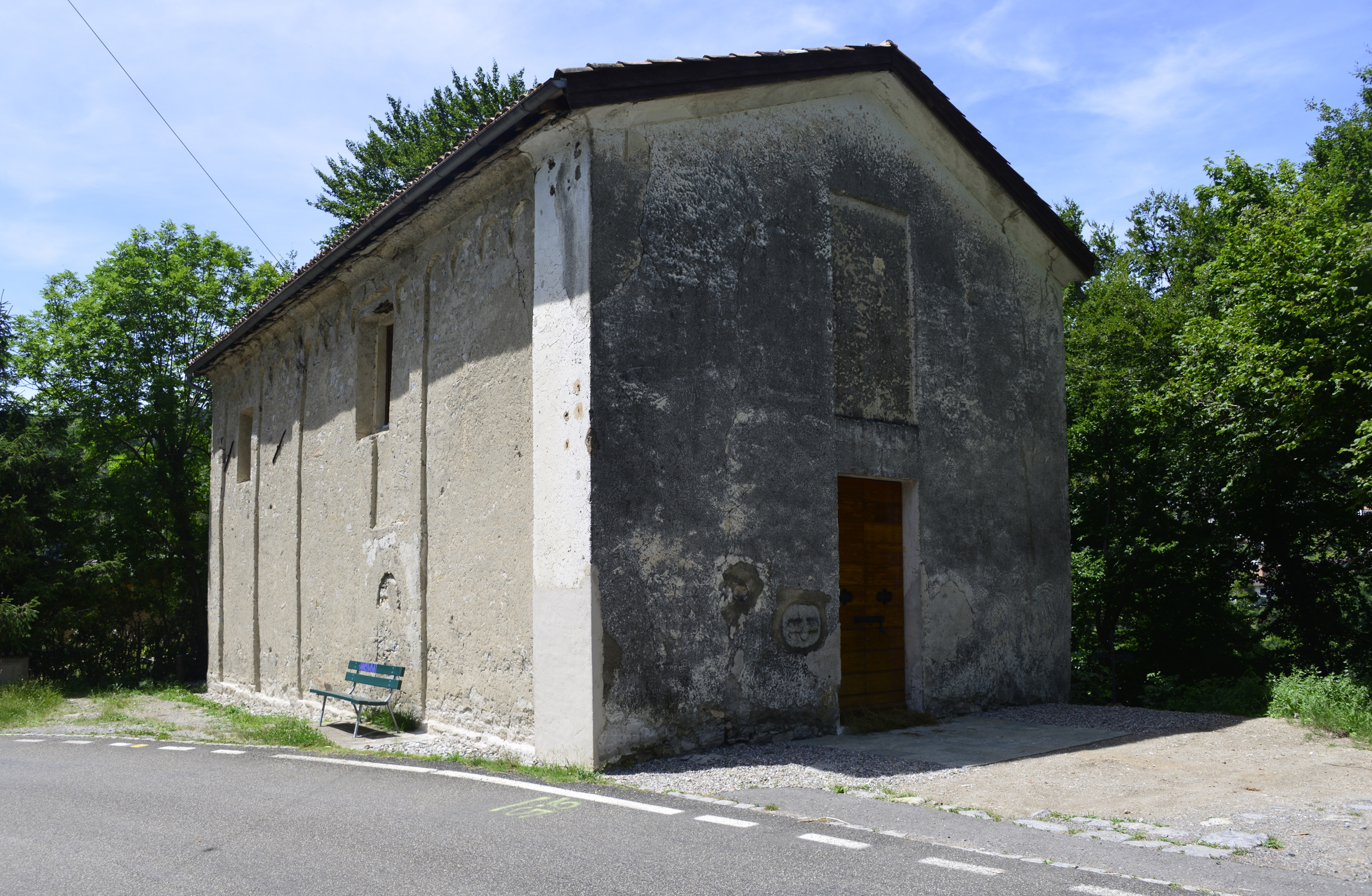
Oratorium San Michele
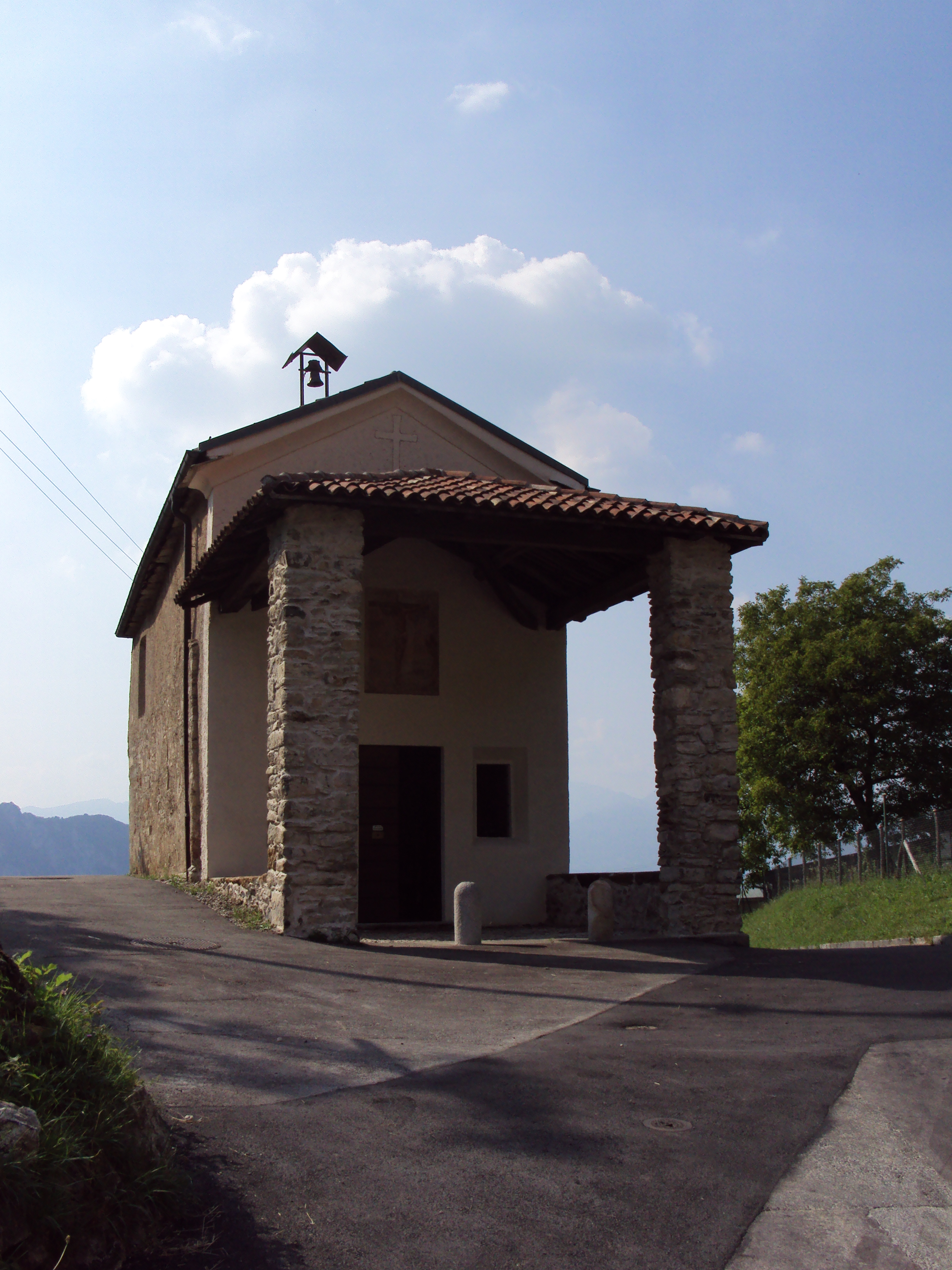
Oratorium San Vitale
Luftbild aus 2000 m von Walter Mittelholzer (1919)
Luftbild von Arogno von Photoramacolor AG (1991)

## Sport und Vereine
- Associazione Sportiva Arogno[14]
- Sezione Scout San Michele Arogno[15]